# Antihepialus tanganyicus
Antihepialus tanganyicus is een vlinder uit de familie wortelboorders (Hepialidae). De wetenschappelijke naam van deze soort is voor het eerst geldig gepubliceerd in 1914 door Rebel.
De soort komt voor in tropisch Afrika.